# リクダック
リクダック（RikdagまたはRicdag, ? - 985年）は、10世紀、ザクセン地方の辺境伯。ヴェッティン家出身とされる。978年からマイセン辺境伯、982年からはメルゼブルクならびにツァイツの辺境伯も兼ねた。彼の娘（名前不詳）は、ポーランド王ボレスワフ1世に嫁いだが、軍事的な思惑から、この婚姻関係は短期間で終わった。